# Рудрапраяг (округ)
Рудрапраяг (англ. Rudraprayag, хинди रुद्रप्रयाग जिला) — округ в индийском штате Уттаракханд в регионе Гархвал. На севере граничит с округом Уттаркаши, на востоке — с округом Чамоли и на юге — с округом Паури-Гархвал. Административный центр округа — Рудрапраяг. Округ был образован 16 сентября 1997 года. В его состав вошли части территорий округов Чамоли, Тихри-Гархвал и Паури-Гархвал.
Согласно всеиндийской переписи 2001 года, население округа составляло 227 439 человек, из них индуистов — 225 773, мусульман — 1 406 (0,61 %) и неуказавших религиозную принадлежность — 90 человек.